# Ozeanographische Hochschule Tokio

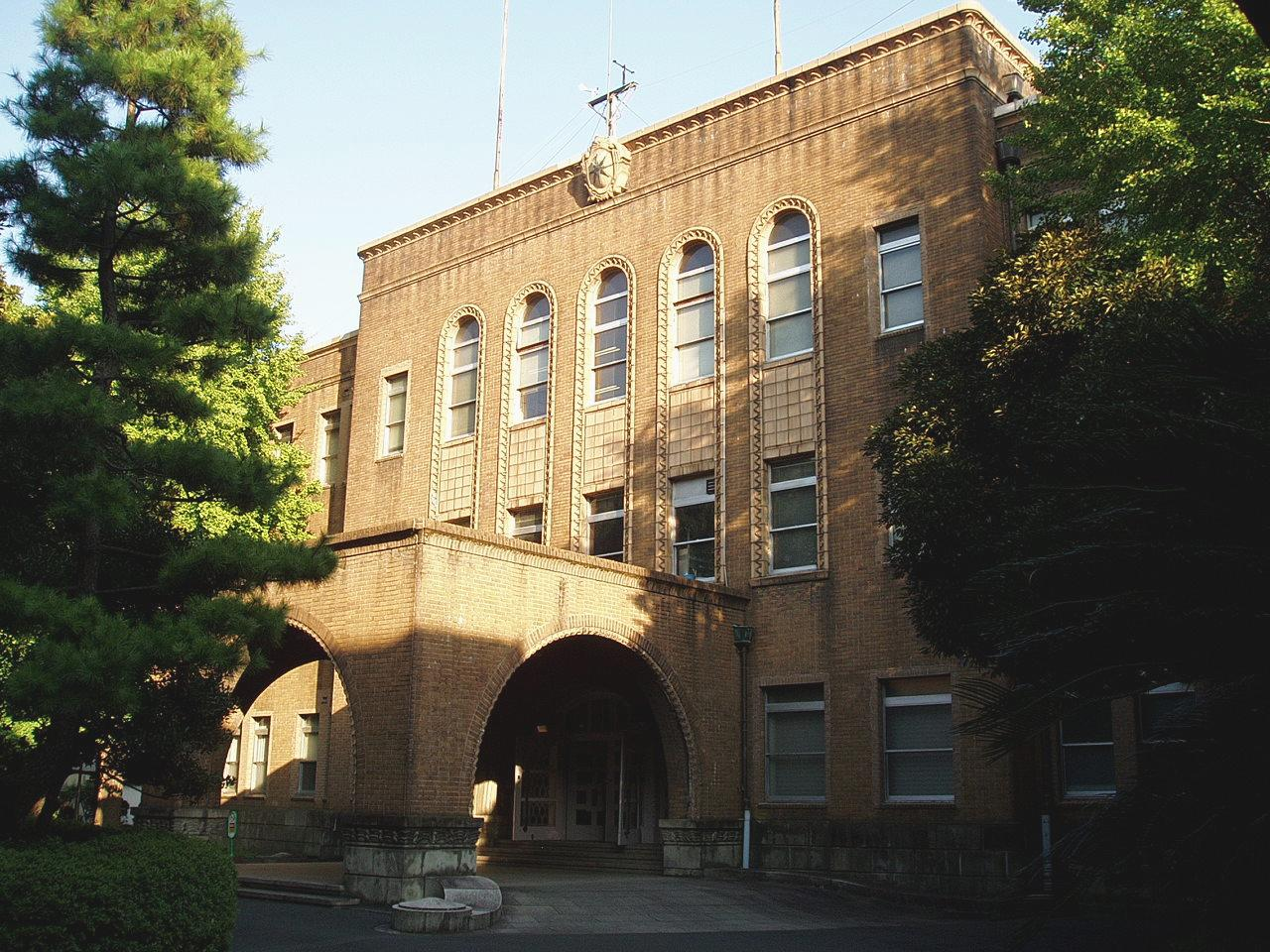
Das 1. Gebäude im Etchūjima-Campus, gebaut 1930.

Die Ozeanographische Hochschule Tokio (jap. 東京海洋大学, Tōkyō kaiyō daigaku, engl. Tokyo University of Marine Science and Technology, kurz: Kaiyōdai (海洋大) oder TUMSAT) ist eine staatliche Hochschule in Japan. Der Hauptcampus (Shinagawa-Campus) liegt in Minato-ku, Tokio.

## Geschichte
Die Hochschule wurde 2003 durch den Zusammenschluss der zwei staatlichen Hochschulen gegründet. Die zwei waren:
- die Handelsmarine-Hochschule Tokio (東京商船大学, Tōkyō shōsen daigaku, engl. Tokyo University of Mercantile Marine; heute: Etchūjima-Campus) und
- die Fischereihochschule Tokio (東京水産大学, Tōkyō suisan daigaku, engl. Tokyo University of Fisheries; heute: Shinagawa-Campus).

Die Handelsmarine-Hochschule Tokio wurde 1875 vom Unternehmer Iwasaki Yatarō als Mitsubishi-Seefahrtschule (三菱商船学校, Mitsubishi shōsen gakkō) gegründet. Sie wurde 1882 eine staatliche Schule und benannte sich in Seefahrtschule Tokio um. Sie entwickelte sich 1925 zur Höheren Seefahrtschule Tokio (東京高等商船学校, Tōkyō kōtō shōsen gakkō). 1945, während des Pazifikkriegs wurden die drei höheren Seefahrtschulen in Tokio, Kōbe und Shimizu (Shizuoka) zu einer Schule zusammengelegt (Hauptsitz: Shimizu). Die vereinigte Höhere Seefahrtschule wurde 1949 zur Handelsmarine-Hochschule erhoben. 1957 kam sie zurück in den Etchūjima-Campus und wurde in Handelsmarine-Hochschule Tokio umbenannt. (1952 wurde die Handelsmarine-Hochschule Kōbe gegründet; ihr Campus war der ehemalige Sitz der Höheren Seefahrtschule Kōbe – heute: die Fakultät für Meereswissenschaften der Universität Kōbe.) Sie gründete 1974 die Masterstudiengänge, und 1997 dann die Doktorkurse.
Die Fischereihochschule Tokio wurde 1888 vom Japanischen Fischerei-Verein (大日本水産会, Dai Nihon suisan-kai) als Fischerei-Lehranstalt gegründet. Sie wurde 1897 zum Kaiserlichen Fischerei-Institut (水産講習所, Suisan kōshūjo, engl. Imperial Fisheries Institute). 1947 wurde das Institut in Erstes Kaiserliches Fischerei-Institut umbenannt (das zweite Fischerei-Institut wurde in Shimonoseki gegründet – heute: Suisan Daigakkō). 1949 wurde das Institut zur Fischerei-Hochschule Tokio erhoben. 1957 zog sie in den heutigen Shinagawa-Campus um. Sie gründete 1964 die Masterstudiengänge, und 1987 dann die Doktorkurse.

## Fakultäten
- Shinagawa-Campus (in Minato-ku, Tokio. 35° 37′ 36″ N, 139° 44′ 49″ OKoordinaten: 35° 37′ 36″ N, 139° 44′ 49″ O):
  - Fakultät für Meereswissenschaften
    - Abteilungen: Umweltwissenschaften, Meeresbiologie, Lebensmitteltechnologie, und Meerespolitik und Kulturstudien.

- Etchūjima-Campus (in Kōtō, Tokio. 35° 40′ 3,6″ N, 139° 47′ 30,6″ O):
  - Fakultät für Marine Ingenieurwissenschaften
    - Abteilungen: Maritime Systems Engineering, Elektronik und Maschinenlehre, und Logistics und Informatik.